# Michałów (powiat łosicki)
Michałów – wieś sołecka w Polsce położona w województwie mazowieckim, w powiecie łosickim, w gminie Platerów.
W latach 1975–1998 miejscowość należała administracyjnie do województwa bialskopodlaskiego.

## Demografia
Na przestrzeni lat 2011–2019 populacja miejscowości wzrosła z 90 do 91 osób.